# Boglești, Alba
Boglești este un sat în comuna Ciuruleasa din județul Alba, Transilvania, România.